# Leopold Zor
Leopold (Polde) Zor, slovenski biolog in pedagog,  * 6. oktober 1919, Ljubljana, † 16. marec 2009, Ljubljana.

## Življenje in delo
V rojstnem mestu je obiskoval gimnazijo (1931–39) in nadaljeval študij na Filozofski fakakulteti, kjer je študiral zoologijo in botaniko z geologijo ter 1946 diplomiral. Profesorski izpit je opravil 1948. Poučeval je biologijo z dopolnilnimi predmeti na raznih šolah: nižja gimnazija v Zgornji Šiški (1945-46), v Starem trgu pri Ložu (1946-47), gimnazija na Ravnah na Koroškem (1947-48), v Novem mestu (1948), nato dve leti na gimnaziji v Bijeljini (BiH), nato v Ljubljani: Srednja vojnomedicinska šola v Šentvidu (1951-53), gimnazija Šentvid (1953-1957) in Poljane (1957-59), nazadnje osemletka na Poljanah, kjer je bil 1978 upokojen.
Proučeval je floro in favno bližnje ljubljanske okolice, posebej Ljubljanskega barja. Ob Večni poti za Rožnikom je odkril močvirskega ušivca, dolgolistno ostrico in redko močvirsko vijolico, na Posavju pa še nekaj drugih redkih rastlinskih vrst. Objavil je okoli 120 prispevkov v časopisih in strokovnih revijah. Z besedilom je sodeloval pri izdelavi diafilmov za nazorni pouk biologije: Življenje v stoječih vodah (1962) in Zdravilne rastline I, II (1971).